# Werner Liebknecht
Werner Liebknecht (* 1. Juni 1905 in Waltershausen, Thüringen; † nach 1951) war ein promovierter deutscher Elektroingenieur (Dr.‑Ing.) und Beamter des Heereswaffenamtes (HWA) in Berlin, dort vor und während des Zweiten Weltkriegs zuständig für die Prüfung von Funk- und Schlüsselmitteln der Wehrmacht.

## Leben
Werner Liebknecht besuchte von 1911 bis 1916 die Volksschule im thüringischen Sonneberg, etwa 75 km südöstlich seiner Geburtsstadt, bevor er auf die dortige Oberrealschule wechselte. Nach dem Abitur im Jahr 1925 ging er nach München und begann ein Studium der Elektrotechnik an der damaligen Technischen Hochschule (TH, heute TU). Zwei Jahre später wechselte er an die TH Berlin, setzte dort sein Studium im Fach Nachrichtentechnik fort und schloss es im Jahr 1931 als Diplom-Ingenieur (Dipl.‑Ing.) ab. Von Februar bis Mai 1932 sammelte er erste Berufserfahrungen am Heinrich-Hertz-Institut für Schwingungsforschung in Berlin und nahm im Juni 1932 eine Stelle als Wissenschaftlicher Assistent am Lehrstuhl für Fernmeldetechnik der TH Berlin an, wo er im Mai 1936 zum Dr.‑Ing. promoviert wurde.
Ab Januar 1937 arbeitete er im Heereswaffenamt in der Nachrichtenabteilung (Wa Prüf 7), und zwar bis April 1942 in der Gruppe II für drahtgebundene Nachrichtentechnik (Telegrafie und Telefonie) und danach bis Kriegsende in der Gruppe III (Drahtlose Übertragungsverfahren). Hier kam er auch mit Schlüsseltechnik in Berührung, wobei sein hauptsächliches Arbeitsgebiet die Sprachverschlüsselung wurde.
Gegen Ende des Krieges wurde Liebknecht von der US Army festgenommen und von Offizieren des Target Intelligence Committee (TICOM) bezüglich seiner Kenntnisse zu deutschen Hand- und Maschinenschlüsseln im Juli 1945 in der französischen Stadt Revin verhört. Dabei äußerte er sich offen und bewies ein breites Spektrum an Expertise. Er erläuterte höchst unterschiedliche Verfahren und Maschinen, zu denen er den Amerikanern eine Fülle von elektrotechnischen und kryptologischen Details geben konnte. Dazu gehörten:
- Typenbildverschlüsselung
- Schlüsselzusatz SZ 40 und SZ 42
- Schlüsselfernschreibmaschine SFM T52
- Schlüsselfernschreibmaschine SFM T43
- Enigma
- Schlüsselgerät 39
- Schlüsselgerät 41
- Schlüsselkasten
- Schlüsselscheibe

Beispielsweise bezüglich der „Enigma“ gab Liebknecht folgende Einsichten an die Amerikaner weiter: Zunächst beschrieb er sie als die älteste, bekannteste und am meisten verwendete deutsche Schlüsselmaschine und merkte an, dass sie in den letzten Jahren (vor 1945) kaum nennenswert verbessert worden war. Als eine wichtige Ausnahme nannte er die Lückenfüllerwalze (Lfw), die während des Krieges von der Chiffrierabteilung des Oberkommandos der Wehrmacht (OKW/Chi) entwickelt worden war. Deren Entwicklung und Konstruktion sei problemlos verlaufen und die Fertigung großer Stückzahlen bereits angelaufen. Liebknecht wusste jedoch nicht, ob sie schon eingesetzt wurde.
Tatsächlich stellte die Lfw eine bedeutende Innovation dar, die die kryptographische Sicherheit der Enigma erheblich verbessert hätte. Sie kam aber zu spät, um während des Krieges noch eingesetzt werden zu können.
Liebknecht arbeitete nach dem Krieg bei der C. Lorenz AG in Stuttgart-Zuffenhausen. Im Juni 1952 hat er dort ein Patent angemeldet (siehe auch: Schriften). Dabei handelt es sich um einen Schlüsselerzeuger, wie er beispielsweise beim kryptographisch sicheren One-Time-Pad verwendet werden kann.
Werner Liebknechts weiteres Schicksal ist unbekannt.

## Schriften
- Patentschrift Anordnung zur Erzeugung von Signalfolgen, deren Einzelsignale statistisch verteilt eines von zwei möglichen, vorgegebenen Kriterien tragen. Eingereicht am 8. Juni 1952.